# Jerzy Kawalerowicz
Jerzy Franciszek Kawalerowicz  (n. 19 ianuarie 1922, Hvizdeț, raionul Colomeea, regiunea Ivano-Frankivsk, Ucraina – d. 27 decembrie 2007, Varșovia, Polonia) a fost regizor, scenarist și producător de film polonez.   

## Biografie
A studiat la Cracovia pictura, istoria artelor și concomitent a urmat Institutul de artă cinematografică. Între anii 1947-1950 a fost asistentul de regie al Wandei Jakubowska (filmul Ultima etapă). Debutează ca regizor în 1951 fiind unul din creatorii reprezentativi ai școlii cinematografice poloneze. 

## Filmografie selectivă
- 1951 Moara satului (Gromada) – scenariu și regie, col. K. Samerski
- 1953-1954 O noapte de amintiri (Celuloza) – scenariu și regie
- 1954 Sub steaua frigiană  (Pod gwiazdą frygijską) – scenariu și regie
- 1956 Omul din umbră (Cień) – regia
- 1957 Adevăratul sfârșit al războiului (Prawdziwy koniec wielkiej wojny) – scenariu și regie
- 1959 Trenul de noapte (Pociąg) – scenariu și regie
- 1960 Maica Ioana a îngerilor (Matka Joanna od Aniołów) – scenariu și regie
- 1966 Faraonul (Faraon) – scenariu și regie
- 1968 Jocul (Gra) – scenariu și regie
- 1971 Magdalena (Maddalenana) – scenariu și regie
- 1977 Moartea președintelui (Śmierć prezydenta) – scenariu și regie
- 1980 Spotkanie na Atlantyku – scenariu și regie
- 1983 Austeria – scenariu și regie
- 1989 Jeniec Europy (1989) – scenariu și regie
- 1990 Dzieci Bronsteina (Bronsteins Kinder) – scenariu și regie
- 1995 Za co? (Za co?) – scenariu și regie
- 2001 Quo vadis (Quo Vadis) – scenariu și regie

## Premii și nominalizări
- 1954 Festivalul Internațional de Film de la Karlovy Vary premiu pentru filmul Sub steaua frigiană
- 1961 Festivalul de Film de la Cannes  premiul special al juriului pentru Maica Ioana a Îngerilor
- 1966 nominalizare la Festivalul de la Cannes pentru Palme d'Or pentru filmul Faraonul
- 1967 nominalizare la Oscar pentru cel mai bun film străin pentru filmul Faraonul
- 1978 la Berlinale  Kawalerowicz a fost premiat cu Ursul de Argint pentru filmul Moartea Președintelui, cât și pentru activitatea sa din întreaga sa viață.